# Vlag van Bouches-du-Rhône

Vlag van Bouches-du-Rhône

De vlag van Bouches-du-Rhône is de niet-officiële vlag van het Franse departement Bouches-du-Rhône. Net als de meeste andere departementen van Frankrijk heeft Bouches-du-Rhône geen officiële vlag, maar wordt de hier rechts afgebeelde vlag op niet-officiële wijze gebruikt. De vlag is afgeleid van het wapen van dit departement.
De vlag toont goud, een omgekeerd trechtervormige baan van blauw beladen met een gouden fleur de lis van het veld en in schildhoofd versierd met een driedelig barensteel van rood.
Het ontwerp toont die van de voormalige provincie Provence met een rand die de Rhône symboliseert. De vlag is geïnspireerd op het ontwerp van het wapen dat in 1950 is voorgesteld door Robert Louis.
Naast deze vlag is er een logovlag in gebruik.

Vlag van Provence (alternatief)
Logovlag